# Unione Sportiva Salernitana 1971-1972
Questa pagina raccoglie i dati riguardanti l'Unione Sportiva Salernitana nelle competizioni ufficiali della stagione 1971-1972.

## Stagione
La Salernitana in estate rischia di non iscriversi al campionato, allorquando la Lega Nazionale Semiprofessionisti (deputata ad organizzare i tornei di serie C) esclude la società campana per una esposizione debitoria di 54 milioni di lire; tuttavia, la situazione volge al meglio grazie agli interventi finanziari risolutivi del Comune di Salerno e dell'ente Provincia che, uniti agli incassi delle partite casalinghe dei granata (in quota parte destinati all' estinguimento del debito), consentono alla Salernitana la regolare iscrizione al campionato di terza serie. Campionato anonimo, con i granata che partono molto bene (una sola sconfitta nelle prime dieci gare), salvo poi lasciare il passo al Brindisi, che vola in testa alla classifica confermandosi anche campione d'inverno alla sosta. Pessimo invece il girone di ritorno, specie tra marzo e aprile, laddove una sequenza di soli pareggi e sconfitte rallentano la Salernitana, che si dovrà alla fine accontentare del quarto posto in graduatoria.
Unica soddisfazione: la vittoria da parte dell'attaccante granata Pantani del titolo di capocannoniere del girone, con 17 gol segnati; in realtà le reti sarebbero 18, ma una di queste fu realizzata nella partita contro il Savoia, che il CAF annullerà decretando la vittoria a tavolino per la Salernitana, per via dello schieramento in campo da parte dei bianchi di Torre Annunziata del calciatore Luciano Bruno, che era stato precedentemente squalificato.

## Divise
La maglia della Salernitana 1971-1972.
| Casa |

## Organigramma societario
Fonte
Area direttiva
- Presidente: Giuseppe Tedesco, dal 7/04/1972 Amerigo Vessa
- Segretario: Mario Lupo

Area tecnica
- Allenatore: Giancarlo Vitali
- Allenatore in seconda: Mario Saracino
- Magazziniere: Pasquale Sammarco

Area sanitaria
- Medico Sociale: Bruno Tescione
- Massaggiatore: Bruno Carmando

## Rosa
Fonte
| N. |                   | Ruolo | Calciatore         |
| -- | ----------------- | ----- | ------------------ |
|    | Italia (bandiera) | P     | Fulvio De Maio     |
|    | Italia (bandiera) | P     | Giuseppe Valsecchi |
|    | Italia (bandiera) | D     | Gianfranco Bisiol  |
|    | Italia (bandiera) | D     | Alberto Caroletta  |
|    | Italia (bandiera) | D     | Piero Fraccapani   |
|    | Italia (bandiera) | D     | Gino Pigozzi       |
|    | Italia (bandiera) | D     | Francesco Pozzobon |
|    | Italia (bandiera) | D     | Giuseppe Rampini   |
|    | Italia (bandiera) | D     | Giuseppe Riganti   |
|    | Italia (bandiera) | D     | Matteo Santucci    |
|    | Italia (bandiera) | D     | Luigi Sica         |
|    | Italia (bandiera) | D     | Vincenzo Urbani    |
|    | Italia (bandiera) | C     | Alberto Canetti    |

| N. |                   | Ruolo | Calciatore          |
| -- | ----------------- | ----- | ------------------- |
|    | Italia (bandiera) | C     | Giampaolo Cominato  |
|    | Italia (bandiera) | C     | Fausto Daolio       |
|    | Italia (bandiera) | C     | Massimo Di Gregorio |
|    | Italia (bandiera) | C     | Egidio Sironi       |
|    | Italia (bandiera) | C     | Luciano Vatieri     |
|    | Italia (bandiera) | A     | Antonio Capone      |
|    | Italia (bandiera) | A     | Paolo De Gortes     |
|    | Italia (bandiera) | A     | Roberto Gambero     |
|    | Italia (bandiera) | A     | Mauro Pantani       |
|    | Italia (bandiera) | A     | Vittorio Petta      |
|    | Italia (bandiera) | A     | Roberto Rigotto     |
|    | Italia (bandiera) | A     | Giancarlo Roffi     |
|    | Italia (bandiera) | A     | Geremia Rossi       |

## Risultati

### Serie C

#### Girone di andata
| Acireale 12 settembre 1971 1ª giornata | Acquapozzillo | 0 – 0 referto | Salernitana | Stadio comunale |

| Vasto 19 settembre 1971 2ª giornata | Pro Vasto | 0 – 0 referto | Salernitana | Stadio Aragona |

| Salerno 26 settembre 1971 3ª giornata       | Salernitana | 0 – 1 referto | Trani | Stadio Donato Vestuti |
| \| \| \| \| \| \| Marcatori \| 15’ Somma \| |             |               |       |                       |
|                                             |             |               |       |                       |
|                                             | Marcatori   | 15’ Somma     |       |                       |

| Lecce 3 ottobre 1971 4ª giornata | Lecce | 0 – 0 referto | Salernitana | Stadio Via del Mare |

| Salerno 10 ottobre 1971 5ª giornata           | Salernitana | 1 – 0 referto | Messina | Stadio Donato Vestuti |
| \| \| \| \| \| Pantani 37’ \| Marcatori \| \| |             |               |         |                       |
|                                               |             |               |         |                       |
| Pantani 37’                                   | Marcatori   |               |         |                       |

| Salerno 17 ottobre 1971 6ª giornata | Salernitana | 2 – 0 A tavolino referto | Savoia | Stadio Donato Vestuti |

| Caserta 24 ottobre 1971 7ª giornata                                      | Casertana | 1 – 2 referto            | Salernitana | Stadio Alberto Pinto |
| \| \| \| \| \| Spadafora 40’ \| Marcatori \| 12’ Pantani 19’ Cominato \| |           |                          |             |                      |
|                                                                          |           |                          |             |                      |
| Spadafora 40’                                                            | Marcatori | 12’ Pantani 19’ Cominato |             |                      |

| Salerno 31 ottobre 1971 8ª giornata                 | Salernitana | 2 – 0 referto | Chieti | Stadio Donato Vestuti |
| \| \| \| \| \| Cominato 60’, 79’ \| Marcatori \| \| |             |               |        |                       |
|                                                     |             |               |        |                       |
| Cominato 60’, 79’                                   | Marcatori   |               |        |                       |

| Avellino 7 novembre 1971 9ª giornata | Avellino | 0 – 0 referto | Salernitana | Stadio Comunale |

| Salerno 14 novembre 1971 10ª giornata                           | Salernitana | 3 – 0 referto | Potenza | Stadio Donato Vestuti |
| \| \| \| \| \| Pantani 29’ Cominato 68’, 79’ \| Marcatori \| \| |             |               |         |                       |
|                                                                 |             |               |         |                       |
| Pantani 29’ Cominato 68’, 79’                                   | Marcatori   |               |         |                       |

| Brindisi 21 novembre 1971 11ª giornata                                                | Brindisi  | 3 – 1 referto | Salernitana | Stadio Comunale |
| \| \| \| \| \| Lombardo 36’ Cremaschi 56’ Ferrari 85’ \| Marcatori \| 63’ Cominato \| |           |               |             |                 |
|                                                                                       |           |               |             |                 |
| Lombardo 36’ Cremaschi 56’ Ferrari 85’                                                | Marcatori | 63’ Cominato  |             |                 |

| Salerno 28 novembre 1971 12ª giornata                                        | Salernitana | 2 – 1 referto        | Pescara | Stadio Donato Vestuti |
| \| \| \| \| \| Roffi 67’ Pantani 72’ \| Marcatori \| 84’ (rig.) Piccinini \| |             |                      |         |                       |
|                                                                              |             |                      |         |                       |
| Roffi 67’ Pantani 72’                                                        | Marcatori   | 84’ (rig.) Piccinini |         |                       |

| Napoli 5 dicembre 1971 13ª giornata                     | Turris    | 0 – 2 Campo neutro referto | Salernitana | Stadio Arturo Collana |
| \| \| \| \| \| \| Marcatori \| 10’ Roffi 68’ Rigotto \| |           |                            |             |                       |
|                                                         |           |                            |             |                       |
|                                                         | Marcatori | 10’ Roffi 68’ Rigotto      |             |                       |

| Cosenza 12 dicembre 1971 14ª giornata              | Cosenza   | 1 – 0 referto | Salernitana | Stadio San Vito |
| \| \| \| \| \| Dalle Fratte 67’ \| Marcatori \| \| |           |               |             |                 |
|                                                    |           |               |             |                 |
| Dalle Fratte 67’                                   | Marcatori |               |             |                 |

| Salerno 19 dicembre 1971 15ª giornata         | Salernitana | 1 – 0 referto | Crotone | Stadio Donato Vestuti |
| \| \| \| \| \| Pantani 52’ \| Marcatori \| \| |             |               |         |                       |
|                                               |             |               |         |                       |
| Pantani 52’                                   | Marcatori   |               |         |                       |

| Salerno 2 gennaio 1972 16ª giornata           | Salernitana | 1 – 0 referto | Frosinone | Stadio Donato Vestuti |
| \| \| \| \| \| Santucci 3’ \| Marcatori \| \| |             |               |           |                       |
|                                               |             |               |           |                       |
| Santucci 3’                                   | Marcatori   |               |           |                       |

| Matera 9 gennaio 1972 17ª giornata                                                                                       | Matera    | 4 – 2 referto                | Salernitana | Stadio XXI Settembre |
| \| \| \| \| \| Veneranda 10’ Bisiol 15’ (aut.) Galati 47’ Jancarelli 82’ \| Marcatori \| 35’ Pantani 88’ (aut.) Mayer \| |           |                              |             |                      |
| |           |                              |             |                      |
| Veneranda 10’ Bisiol 15’ (aut.) Galati 47’ Jancarelli 82’                                                                | Marcatori | 35’ Pantani 88’ (aut.) Mayer |             |                      |

| Salerno 16 gennaio 1972 18ª giornata                                           | Salernitana | 2 – 1 referto  | Martina | Stadio Donato Vestuti |
| \| \| \| \| \| Ricciardi 2’ (aut.) Roffi 36’ \| Marcatori \| 35’ Scarola II \| |             |                |         |                       |
|                                                                                |             |                |         |                       |
| Ricciardi 2’ (aut.) Roffi 36’                                                  | Marcatori   | 35’ Scarola II |         |                       |

| Siracusa 23 gennaio 1972 19ª giornata                     | Siracusa  | 1 – 1 referto | Salernitana | Stadio Comunale |
| \| \| \| \| \| Losio 19’ \| Marcatori \| 20’ De Gortes \| |           |               |             |                 |
|                                                           |           |               |             |                 |
| Losio 19’                                                 | Marcatori | 20’ De Gortes |             |                 |

#### Girone di ritorno
| Salerno 30 gennaio 1972 20ª giornata                                      | Salernitana | 3 – 0 referto | Acquapozzillo | Stadio Donato Vestuti |
| \| \| \| \| \| Santucci 12’ De Gortes 16’ Cominato 88’ \| Marcatori \| \| |             |               |               |                       |
|                                                                           |             |               |               |                       |
| Santucci 12’ De Gortes 16’ Cominato 88’                                   | Marcatori   |               |               |                       |

| Salerno 6 febbraio 1972 21ª giornata                        | Salernitana | 2 – 0 referto | Pro Vasto | Stadio Donato Vestuti |
| \| \| \| \| \| Pantani 24’ De Gortes 50’ \| Marcatori \| \| |             |               |           |                       |
|                                                             |             |               |           |                       |
| Pantani 24’ De Gortes 50’                                   | Marcatori   |               |           |                       |

| Trani 13 febbraio 1972 22ª giornata | Trani | 0 – 0 referto | Salernitana | Stadio Comunale |

| Salerno 27 febbraio 1972 23ª giornata          | Salernitana | 1 – 0 referto | Lecce | Stadio Donato Vestuti |
| \| \| \| \| \| Cominato 72’ \| Marcatori \| \| |             |               |       |                       |
|                                                |             |               |       |                       |
| Cominato 72’                                   | Marcatori   |               |       |                       |

| Messina 5 marzo 1972 24ª giornata             | Messina   | 1 – 0 referto | Salernitana | Stadio Giovanni Celeste |
| \| \| \| \| \| Corucci 58’ \| Marcatori \| \| |           |               |             |                         |
|                                               |           |               |             |                         |
| Corucci 58’                                   | Marcatori |               |             |                         |

| Torre Annunziata 12 marzo 1972 25ª giornata   | Savoia    | 1 – 0 referto | Salernitana | Stadio Comunale |
| \| \| \| \| \| Cirillo 22’ \| Marcatori \| \| |           |               |             |                 |
|                                               |           |               |             |                 |
| Cirillo 22’                                   | Marcatori |               |             |                 |

| Salerno 19 marzo 1972 26ª giornata                                                          | Salernitana | 2 – 2 referto                     | Casertana | Stadio Donato Vestuti |
| \| \| \| \| \| Rigotto 41’, 89’ (rig.) \| Marcatori \| 68’ Corbellini 85’ (rig.) Di Maio \| |             |                                   |           |                       |
|                                                                                             |             |                                   |           |                       |
| Rigotto 41’, 89’ (rig.)                                                                     | Marcatori   | 68’ Corbellini 85’ (rig.) Di Maio |           |                       |

| Chieti 29 marzo 1972 27ª giornata                                          | Chieti    | 3 – 1 referto | Salernitana | Stadio Comunale |
| \| \| \| \| \| Peressin 9’, 18’ Berardi 32’ \| Marcatori \| 35’ Rigotto \| |           |               |             |                 |
|                                                                            |           |               |             |                 |
| Peressin 9’, 18’ Berardi 32’                                               | Marcatori | 35’ Rigotto   |             |                 |

| Salerno 9 aprile 1972 28ª giornata                                | Salernitana | 1 – 1 referto | Avellino | Stadio Donato Vestuti |
| \| \| \| \| \| Pantani 47’ (rig.) \| Marcatori \| 58’ Marchesi \| |             |               |          |                       |
|                                                                   |             |               |          |                       |
| Pantani 47’ (rig.)                                                | Marcatori   | 58’ Marchesi  |          |                       |

| Potenza 16 aprile 1972 29ª giornata                                | Potenza   | 3 – 0 referto | Salernitana | Stadio Alfredo Viviani |
| \| \| \| \| \| Barone 25’ Gallo 52’ Rinaldi 56’ \| Marcatori \| \| |           |               |             |                        |
|                                                                    |           |               |             |                        |
| Barone 25’ Gallo 52’ Rinaldi 56’                                   | Marcatori |               |             |                        |

| Salerno 23 aprile 1972 30ª giornata                     | Salernitana | 1 – 1 referto | Brindisi | Stadio Donato Vestuti |
| \| \| \| \| \| Pantani 24’ \| Marcatori \| 86’ Renna \| |             |               |          |                       |
|                                                         |             |               |          |                       |
| Pantani 24’                                             | Marcatori   | 86’ Renna     |          |                       |

| Pescara 30 aprile 1972 31ª giornata                                 | Pescara   | 1 – 1 referto | Salernitana | Stadio Adriatico |
| \| \| \| \| \| De Carolis 18’ (rig.) \| Marcatori \| 16’ Pantani \| |           |               |             |                  |
|                                                                     |           |               |             |                  |
| De Carolis 18’ (rig.)                                               | Marcatori | 16’ Pantani   |             |                  |

| Salerno 7 maggio 1972 32ª giornata                             | Salernitana | 2 – 1 referto | Turris | Stadio Donato Vestuti |
| \| \| \| \| \| Pantani 3’, 65’ \| Marcatori \| 45’ Portelli \| |             |               |        |                       |
|                                                                |             |               |        |                       |
| Pantani 3’, 65’                                                | Marcatori   | 45’ Portelli  |        |                       |

| Salerno 14 maggio 1972 33ª giornata                | Salernitana | 2 – 0 referto | Cosenza | Stadio Donato Vestuti |
| \| \| \| \| \| Pantani 66’, 70’ \| Marcatori \| \| |             |               |         |                       |
|                                                    |             |               |         |                       |
| Pantani 66’, 70’                                   | Marcatori   |               |         |                       |

| Locri 21 maggio 1972 34ª giornata | Crotone | 0 – 0 Campo neutro referto | Salernitana | Stadio Comunale |

| Frosinone 28 maggio 1972 35ª giornata          | Frosinone | 1 – 0 referto | Salernitana | Stadio Matusa |
| \| \| \| \| \| Brunello 88’ \| Marcatori \| \| |           |               |             |               |
|                                                |           |               |             |               |
| Brunello 88’                                   | Marcatori |               |             |               |

| Salerno 4 giugno 1972 36ª giornata                      | Salernitana | 0 – 1 referto         | Matera | Stadio Donato Vestuti |
| \| \| \| \| \| \| Marcatori \| 51’ (aut.) Fraccapani \| |             |                       |        |                       |
|                                                         |             |                       |        |                       |
|                                                         | Marcatori   | 51’ (aut.) Fraccapani |        |                       |

| Martina 11 giugno 1972 37ª giornata                              | Martina   | 1 – 1 referto | Salernitana | Stadio Comunale |
| \| \| \| \| \| Panozzo 69’ (rig.) \| Marcatori \| 55’ Pantani \| |           |               |             |                 |
|                                                                  |           |               |             |                 |
| Panozzo 69’ (rig.)                                               | Marcatori | 55’ Pantani   |             |                 |

| Salerno 18 giugno 1972 38ª giornata                | Salernitana | 2 – 0 referto | Siracusa | Stadio Donato Vestuti |
| \| \| \| \| \| Pantani 19’, 55’ \| Marcatori \| \| |             |               |          |                       |
|                                                    |             |               |          |                       |
| Pantani 19’, 55’                                   | Marcatori   |               |          |                       |

## Statistiche

### Statistiche di squadra
| Competizione | Punti | In casa | In casa | In casa | In casa | In casa | In casa | In trasferta | In trasferta | In trasferta | In trasferta | In trasferta | In trasferta | Totale | Totale | Totale | Totale | Totale | Totale | DR |
| Competizione | Punti | G       | V       | N       | P       | Gf      | Gs      | G            | V            | N            | P            | Gf           | Gs           | G      | V      | N      | P      | Gf     | Gs     | DR |
| ------------ | ----- | ------- | ------- | ------- | ------- | ------- | ------- | ------------ | ------------ | ------------ | ------------ | ------------ | ------------ | ------ | ------ | ------ | ------ | ------ | ------ | -- |
| Serie C      | 44    | 19      | 14      | 3       | 2       | 30      | 9       | 19           | 2            | 9            | 8            | 11           | 21           | 28     | 16     | 12     | 10     | 41     | 30     | +9 |

### Andamento in campionato
| Giornata  | 1 | 2 | 3 | 4 | 5 | 6 | 7 | 8 | 9 | 10 | 11 | 12 | 13 | 14 | 15 | 16 | 17 | 18 | 19 | 20 | 21 | 22 | 23 | 24 | 25 | 26 | 27 | 28 | 29 | 30 | 31 | 32 | 33 | 34 | 35 | 36 | 37 | 38 |
| --------- | - | - | - | - | - | - | - | - | - | -- | -- | -- | -- | -- | -- | -- | -- | -- | -- | -- | -- | -- | -- | -- | -- | -- | -- | -- | -- | -- | -- | -- | -- | -- | -- | -- | -- | -- |
| Luogo     | T | T | C | T | C | C | T | C | T | C  | T  | C  | N  | T  | C  | C  | T  | C  | T  | C  | C  | T  | C  | T  | T  | C  | T  | C  | T  | C  | T  | C  | C  | N  | T  | C  | T  | C  |
| Risultato | N | N | P | N | V | V | V | V | N | V  | P  | V  | V  | P  | V  | V  | P  | V  | N  | V  | V  | N  | V  | P  | P  | N  | P  | N  | P  | N  | N  | V  | V  | N  | P  | P  | N  | V  |

Legenda:

Luogo: N = Campo neutro; C = Casa; T = Trasferta. Risultato: V = Vittoria; N = Pareggio; P = Sconfitta.

### Statistiche dei giocatori
Fonte
| Giocatore      | Serie C  | Serie C | Serie C     | Serie C    |
| Giocatore      | Presenze | Reti    | Ammonizioni | Espulsioni |
| -------------- | -------- | ------- | ----------- | ---------- |
| G. Bisiol      | 25       | 0       | ?           | ?          |
| A. Canetti     | 33       | 0       | ?           | ?          |
| A. Capone      | 5        | 0       | ?           | ?          |
| A. Caroletta   | 10       | 0       | ?           | ?          |
| G. Cominato    | 22       | 8       | ?           | ?          |
| F. Daolio      | 26       | 0       | ?           | ?          |
| P. De Gortes   | 23       | 3       | ?           | ?          |
| F. De Maio     | 9        | -8      | ?           | ?          |
| M. Di Gregorio | 1        | 0       | ?           | ?          |
| P. Fraccapani  | 33       | 0       | ?           | ?          |
| R. Gambero     | 6        | 0       | ?           | ?          |
| M. Pantani     | 33       | 17      | ?           | ?          |
| V. Petta       | 0        | 0       | 0           | 0          |
| G. Pigozzi     | 36       | 0       | ?           | ?          |
| F. Pozzobon    | 12       | 0       | ?           | ?          |
| G. Rampini     | 6        | 0       | ?           | ?          |
| G. Riganti     | 1        | 0       | ?           | ?          |
| R. Rigotto     | 34       | 4       | ?           | ?          |
| G. Roffi       | 6        | 3       | ?           | ?          |
| G. Rossi       | 6        | 0       | ?           | ?          |
| M. Santucci    | 38       | 2       | ?           | ?          |
| L. Sica        | 0        | 0       | 0           | 0          |
| E. Sironi      | 5        | 0       | ?           | ?          |
| V. Urbani      | 15       | 0       | ?           | ?          |
| G. Valsecchi   | 30       | -19     | ?           | ?          |
| L. Vatiero     | 29       | 0       | ?           | ?          |

## Giovanili

### Organigramma
Fonte
- Allenatore Berretti: Mario Saracino

### Piazzamenti
- Berretti:
  - Campionato: